# Mike Malott
Mike Malott (Burlington, Ontario; 7 de noviembre de 1991) es un artista marcial mixto canadiense que actualmente compite en la categoría de peso wélter de Ultimate Fighting Championship (UFC).

## Carrera de artes marciales mixtas

### Ultimate Fighting Championship
Malott hizo su debut contra Mickey Gall el 9 de abril de 2022, en UFC 273. Malott ganó la pelea por TKO en el primer asalto.
Malott enfrentó a Yohan Lainesse el 25 de febrero de 2023, en UFC Fight Night 220. Ganó la pelea por sumisión (arm-triangle choke) en el primer asalto. Esta victoria lo hizo merecedor de su prime premio de Actuación de la Noche.
Malott enfrentó a Adam Fugitt el 10 de junio de 2023, en UFC 289. Ganó la pelea por sumsión en el segundo asalto. Esta victoria lo hizo merecedor de su segundo premio de Actuación de la Noche.
Malott enfrentó a Neil Magny el 20 de enero de 2024, en UFC 297. Perdió la pelea por TKO en el tercer asalto.
Malott estaba programado para enfrentar a Gilbert Urbina el 13 de julio de 2024, en UFC on ESPN 59. Sin embargo, Urbina se retiró de la pelea debido a razones no reveladas y Malott decidió no pelear con otro oponente como resultado de una lesión sufrida durante el entrenamiento, por lo que la pelea fue cancelada.
Malott se enfrentó a Trevin Giles el 2 de noviembre de 2024 en UFC Fight Night 246. Ganó la pelea por decisión unánime.

## Campeonatos y logros

### Artes marciales mixtas
- Ultimate Fighting Championship
  - Actuación de la Noche (Dos veces) vs. Yohan Lainesse and Adam Fugitt [4][7]

- Xcessive Force Fighting Championship
  - Campeonato de Peso Ligero de XFFC (Una vez)

## Récord en artes marciales mixtas
| Récord profesional | Récord profesional | Récord profesional |
| 14 peleas          | 11 victorias       | 2 derrotas         |
| ------------------ | ------------------ | ------------------ |
| Nocaut             | 4                  | 2                  |
| Sumisión           | 6                  | 0                  |
| Decisión           | 1                  | 0                  |
| Empate             | 1                  | 1                  |

| Resultado | Récord | Oponente              | Método                          | Evento                           | Fecha                    | Ronda | Tiempo | Localización                  | Notas                                                     |
| --------- | ------ | --------------------- | ------------------------------- | -------------------------------- | ------------------------ | ----- | ------ | ----------------------------- | --------------------------------------------------------- |
| Derrota   | 10–2–1 | Neil Magny            | TKO (golpes)                    | UFC 297                          | 20 de enero de 2024      | 3     | 4:45   | Toronto, Ontario              |                                                           |
| Victoria  | 10–1–1 | Adam Fugitt           | Sumisión (guillotine choke)     | UFC 289                          | 10 de junio de 2023      | 2     | 1:06   | Vancouver, Columbia Británica | Actuación de la Noche.                                    |
| Victoria  | 9–1–1  | Yohan Lainesse        | Submission (arm-triangle choke) | UFC Fight Night: Muniz vs. Allen | 25 de febrero de 2023    | 1     | 4:15   | Las Vegas, Nevada             | Actuación de la Noche.                                    |
| Victoria  | 8–1–1  | Mickey Gall           | TKO (golpes)                    | WFCA 43                          | 9 de abril de 2022       | 1     | 3:41   | Jacksonville, Florida         |                                                           |
| Victoria  | 7–1–1  | Shimon Smotritsky     | Sumisión (guillotine choke)     | Dana White's Contender Series 42 | 5 de octubre de 2021     | 1     | 0:30   | Las Vegas, Nevada             |                                                           |
| Victoria  | 6–1–1  | Solomon Renfro        | Sumisión (rear-naked choke)     | CFFC 91                          | 18 de diciembre de 2020  | 1     | 1:42   | Lancaster, Pensilvania        | Debut en peso wélter.                                     |
| Victoria  | 5–1–1  | Craig Shintani        | KO (golpes)                     | XFFC 13                          | 3 de febrero de 2017     | 1     | 0:36   | Grande Prairie, Alberta       | Ganó el Campeonato Vacante de Peso Ligero de XFFC.        |
| Empate    | 4–1–1  | Ousmane Thomas Diagne | Empate (mayoritario)            | Bellator 142: Dynamite           | 15 de septiembre de 2015 | 3     | 5:00   | San José, California          |                                                           |
| Derrota   | 4–1    | Hakeem Dawodu         | Sumisión (golpes y codazos)     | WSOF 14                          | 11 de octubre de 2014    | 1     | 4:13   | Edmonton, Alberta             | Pelea en peso pactado; Malott no dio el peso (147.3 lbs). |
| Victoria  | 4–0    | Allan Wilson          | TKO (rodillazos y golpes)       | Substance Cage Combat 2.0        | 30 de mayo de 2014       | 1     | 1:29   | Toronto, Ontario              | Debut en peso ligero.                                     |
| Victoria  | 3–0    | Jon Williams          | TKO (rodillazo)                 | ECC 16: Proving Grounds          | 9 de marzo de 2013       | 1     | 0:15   | Halifax, Nueva Escocia        |                                                           |
| Victoria  | 2–0    | Michael Imperato      | Sumisión (armbar)               | East Coast FP: Resurgence        | 27 de mayo de 2011       | 1     | 2:00   | Trenton, Nueva Escocia        |                                                           |
| Victoria  | 1–0    | James Saunders        | Sumisión (armbar)               | ECC 12: Rage                     | 16 de abril de 011       | 1     | 0:32   | Halifax, Nueva Escocia        | Debut en peso pluma.                                      |